# Sočice (Priboj)
Sočice (Servisch cyrillisch Сочице) is een plaats in de Servische gemeente Priboj. De plaats telt 269 inwoners (2002).